# Ficus cataractarum
Ficus cataractarum är en mullbärsväxtart som beskrevs av Eugène Vieillard och Bur.. Ficus cataractarum ingår i släktet fikonsläktet, och familjen mullbärsväxter. Inga underarter finns listade i Catalogue of Life.